# باريس تورز 1917
باريس تورز 1917 هو سباق دراجات هوائية، وهو الموسم رقم 12 من باريس تورز، وأقيم في 1917.
فاز بالمركز الأول فيليب تيس، وبالمركز الثاني Marcel Godivier ‏، وبالمركز الثالث أوجين كريستوف.

## الفائزون
| الترتيب | الفائز           |
| ------- | ---------------- |
| الفائز  | فيليب تيس        |
| الثاني  | Marcel Godivier ‏ |
| الثالث  | أوجين كريستوف    |